# 3 Manhattan West
Le 3 Manhattan West, également appelé The Eugene, est un gratte-ciel résidentiel américain de 222 mètres construit de 2015 à 2017 à New York. Il est situé à proximité du One Manhattan West.